# Pana (Illinois)
Pana é uma cidade localizada no estado americano de Illinois, no Condado de Christian.

## Demografia
Segundo o censo americano de 2000, a sua população era de 5614 habitantes.
Em 2006, foi estimada uma população de 5501, um decréscimo de 113 (-2.0%).

## Geografia
De acordo com o United States Census Bureau tem uma área de
6,9 km², dos quais 6,9 km² cobertos por terra e 0,0 km² cobertos por água. Pana localiza-se a aproximadamente 202 m acima do nível do mar.

## Localidades na vizinhança
O diagrama seguinte representa as localidades num raio de 16 km ao redor de Pana.